# 南溪镇 (普宁市)
南溪镇是中华人民共和国广东省揭阳市普宁市下辖的一个乡镇级行政单位。，位于普宁北部，辖区总面积50平方公里，户籍人口113271人（2008年），下辖1个社区和40个行政村。

## 行政区划
南溪镇下辖以下地区：
南溪社区、扬美村、下尾王村、下尾张村、典郭村、典詹村、沂湖村、玉滘村、东洋村、潮尾村、金滘村、登峰村、老斗村、新斗村、新兴村、林尚书村、玉竹港村、平定桥村、三福村、玉山头村、平薛村、平苏村、钟堂村、南溪村、宝鸭村、新方村、老方村、新溪村、大陇村、仕林村、加兴村、篮兜村、东一村、东二村、前寨村、后寨村、市上村、陈畔村、郭畔村、北溪村和新桥村。

## 古村落
- 新溪村：入选第六批广东省古村落。